# Opòssum cuacurt de Ronald
L'opòssum cuacurt de Ronald (Monodelphis ronaldi) és una espècie d'opòssum de Sud-amèrica. Fou descobert el 2004 i s'assembla especialment a l'opòssum cuacurt bru (M. adusta). Només se'l coneix del Parc Nacional de Manú (Perú), on viu a la jungla amazònica. Fou anomenat en honor del zoòleg estatunidenc Ronald H. Pine.